# Самалаюка
Самалаюка (исп. Samalayuca) — посёлок в Мексике, штат Чиуауа, входит в состав муниципалитета Хуарес. Численность населения, по данным переписи 2010 года, составила 1474 человека.

## Общие сведения
Посёлок расположен в пустынной зоне, известной как Меданос-де-Самалаюка.
Он был основан в 1880 году, при прокладывании железной дороги Мехико — Хуарес.
В 1979 году здесь была построена тепловая электростанция, для обеспечения электричеством северной части штата Чиуауа.